# Prasville
Prasville är en kommun i departementet Eure-et-Loir i regionen Centre-Val de Loire strax norr om centrala Frankrike. Kommunen ligger i kantonen Voves som tillhör arrondissementet Chartres. År 2022 hade Prasville 449 invånare.

## Befolkningsutveckling
Antalet invånare i kommunen Prasville
Referens:INSEE